# Pfarrkirche Hellmonsödt

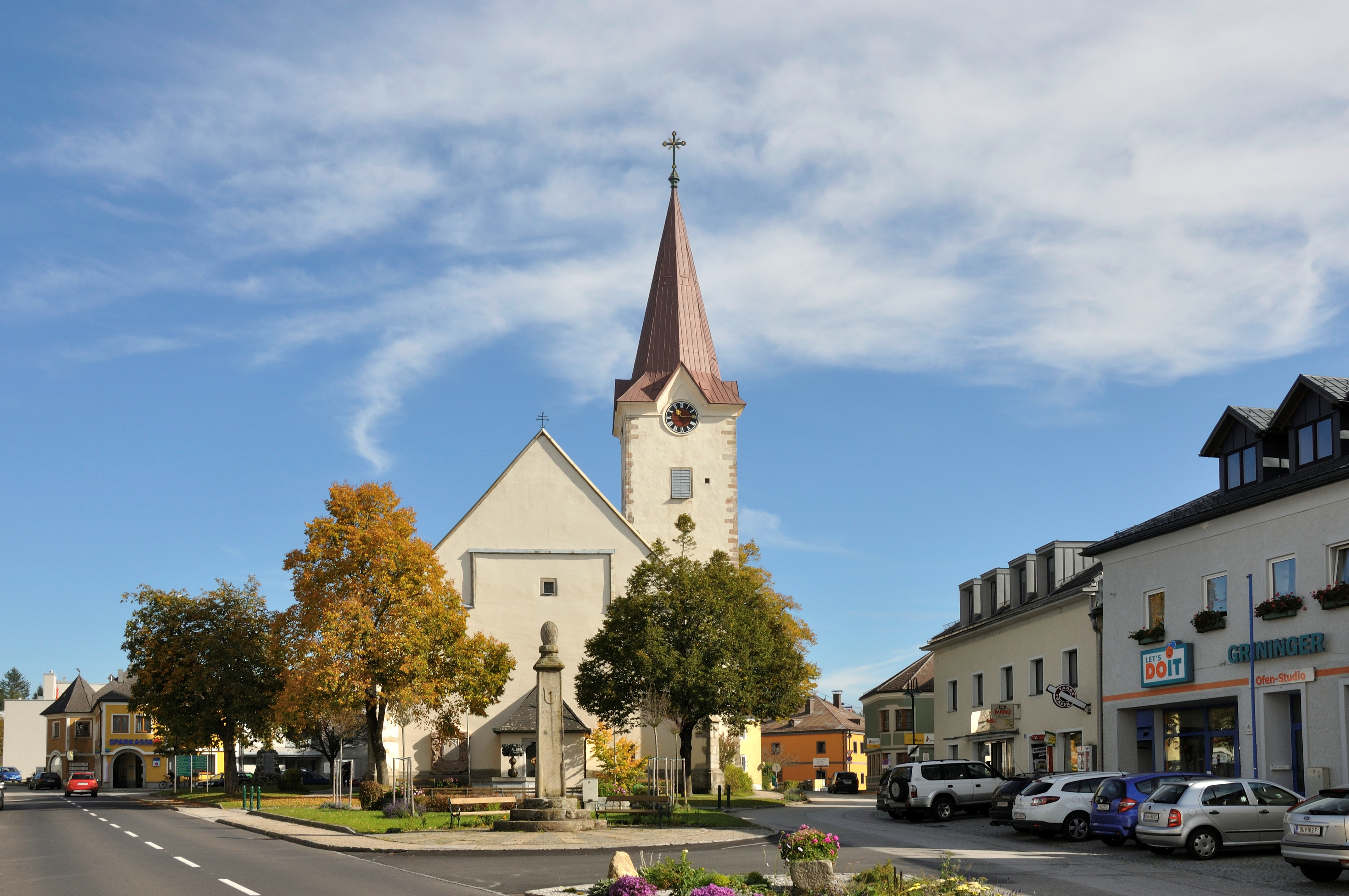
Westansicht der Pfarrkirche

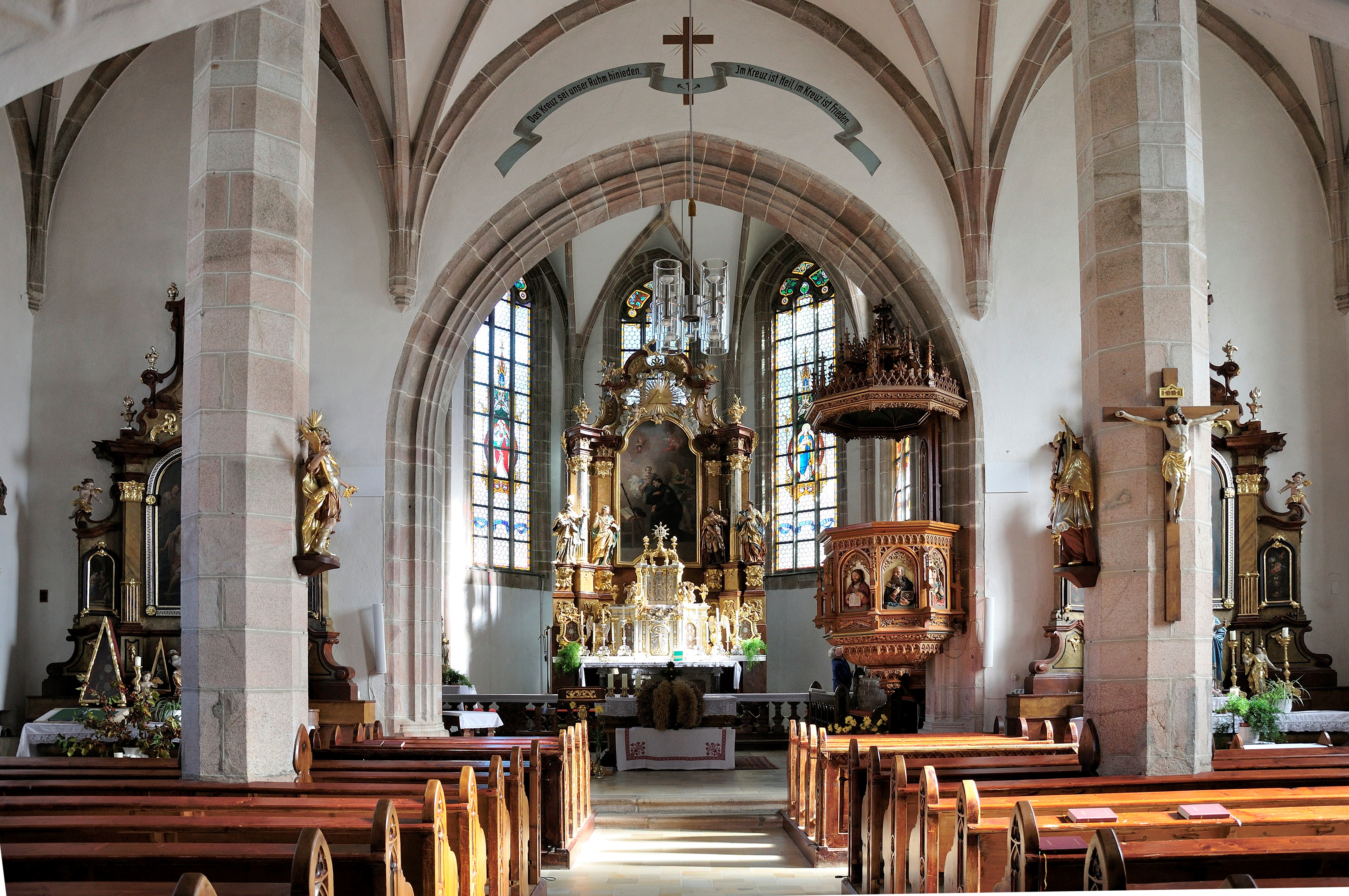
Inneres der Pfarrkirche

Die römisch-katholische Pfarrkirche Hellmonsödt steht in der Marktgemeinde Hellmonsödt im Bezirk Urfahr-Umgebung im oberen Mühlviertel in Oberösterreich. Die auf den heiligen Alexius  geweihte Kirche gehört zum Dekanat Gallneukirchen in der Diözese Linz. Die Kirche steht unter Denkmalschutz (siehe auch Liste der denkmalgeschützten Objekte in Hellmonsödt).

## Geschichte
Die Geschichte der Pfarrkirche ist eng mit dem Geschlecht der Starhemberg und der Burg Wildberg verbunden. Der erste namentlich bekannte Angehörige des Adelshauses, Gundaker Starhemberg, ließ um 1212 in Hellmonsödt eine Kirche erbauen. Nach der Zerstörung der romanischen Kirche durch die Hussiten wurde die heutige spätgotische Kirche ab 1441 im Auftrag von Hanns IV. von Starhemberg neu errichtet. Der Bau des Chores erfolgte zu Beginn des 16. Jahrhunderts. Im Jahr 1787 wurde der Friedhof, der sich bis dahin rund um die Kirche befand, außerhalb des Marktes neu angelegt. Nach einem Brand im Jahr 1804, der die komplette Einrichtung zerstörte, wurde die Kirche mit einem spätbarocken Hochaltar sowie spätbarocken Seitenaltären ausgestattet.

## Beschreibung

### Kirche
Das dreischiffige, vierjochige Langhaus der Pfarrkirche Hellmonsödt verfügt über ein Kreuzrippengewölbe. Im Altarraum weist der zweijochige Chor mit 5/8-Schluss ein differenziert gestaltetes Netzrippengewölbe und einen Achsknick nach Norden auf.

### Starhemberg’sche Gruftkapelle

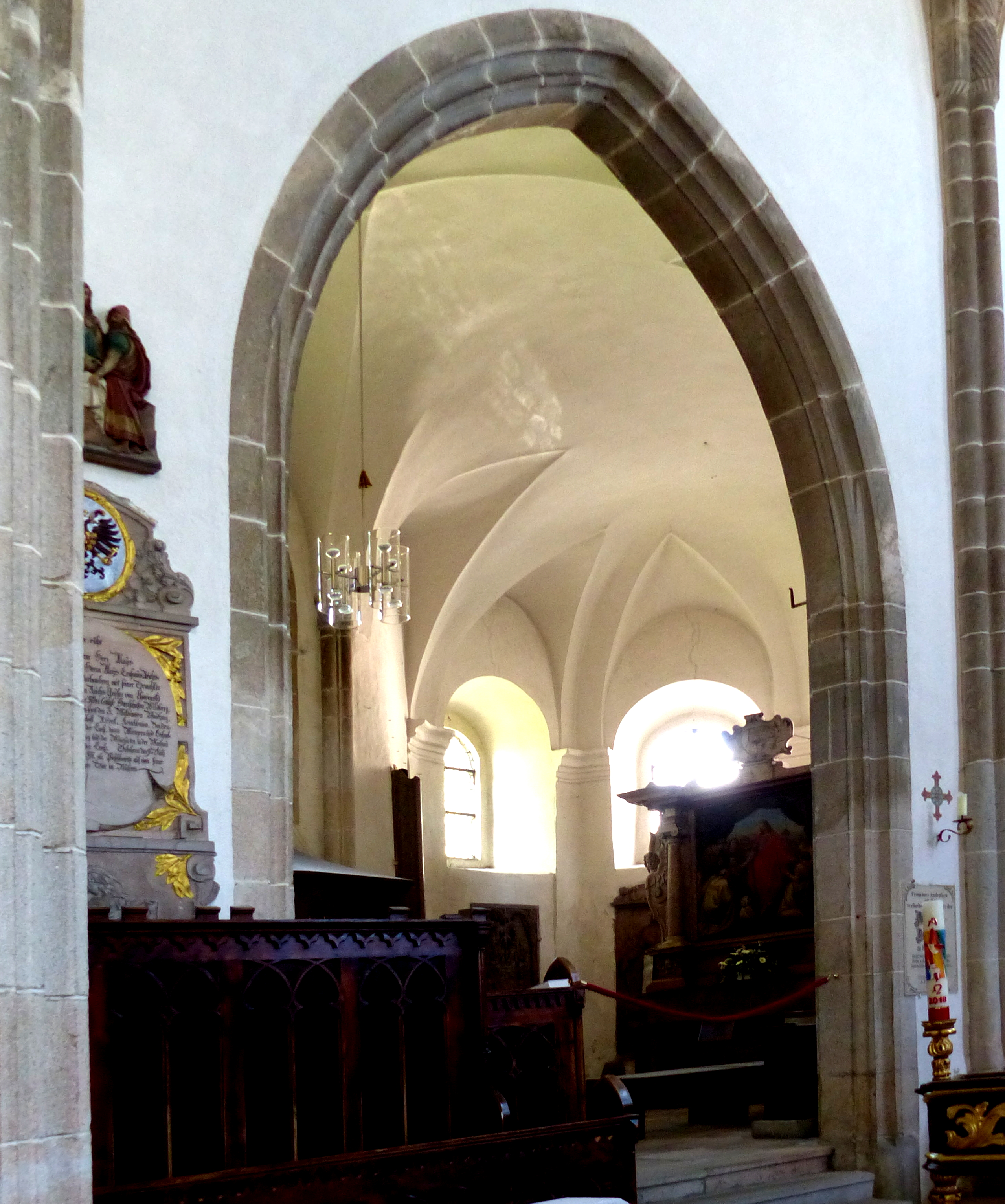
Starhemberg’sche Gruftkapelle

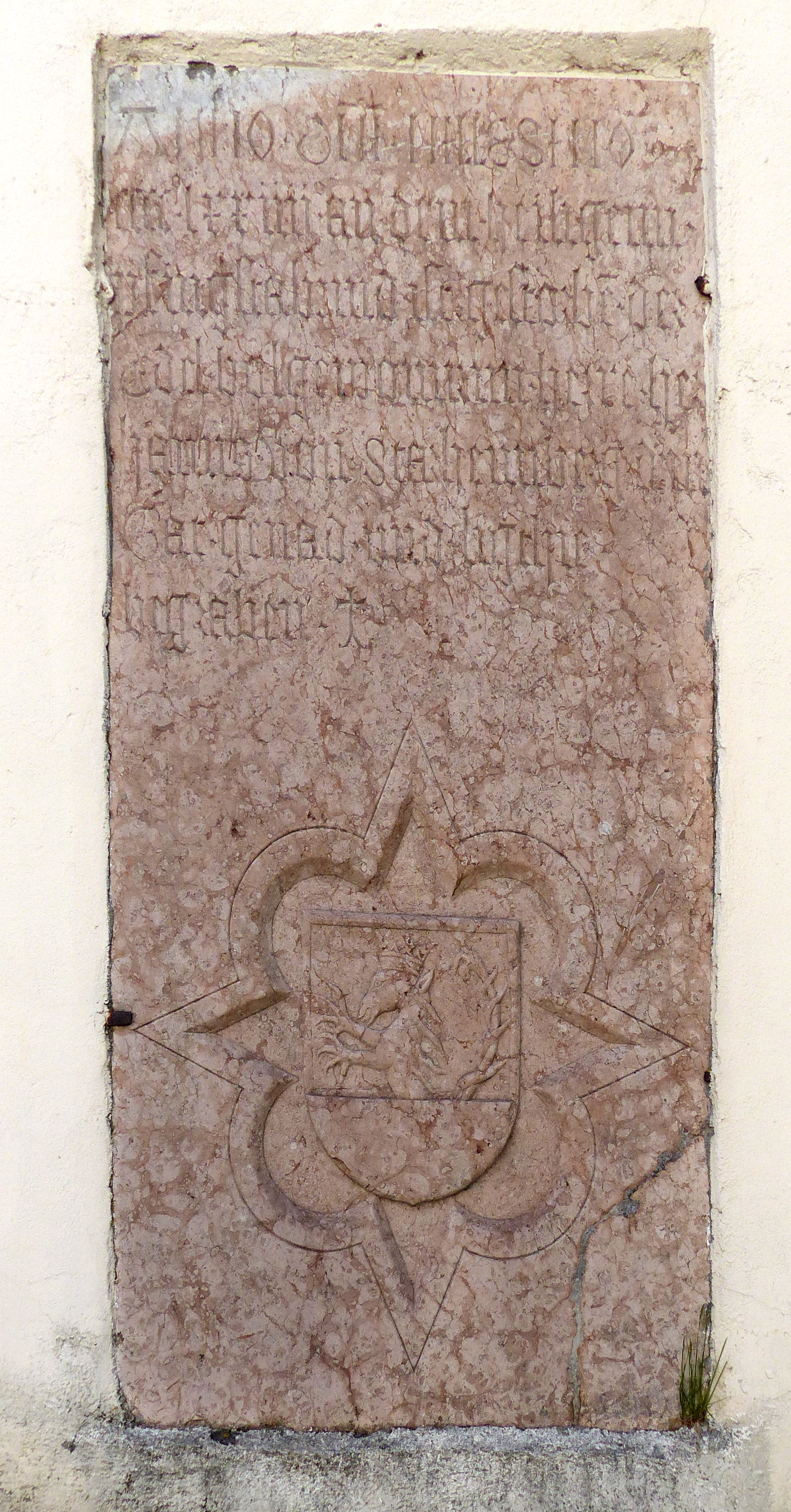
Grabplatte des Hanns IV. von Starhemberg (1474)

Die Starhemberg’sche Gruftkapelle mit der darunter liegenden Gruft wurde 1499 angebaut und Ende des 16. Jahrhunderts erweitert. Die Kapelle bildete im 16. und 17. Jahrhundert die wichtigste Grablege des Hauses Starhemberg. An den Wänden der Kapelle befinden sich acht Grabplatten, sieben davon aus rotem Marmor:
- Johann IV. von Starhemberg (1412–1474), zweiter Sohn von Caspar I. von Starhemberg und dessen zweiter Frau Agnes von Polheim. Johann zog 1436 mit dem späteren Kaiser Friedrich III. nach Jerusalem, ließ 1441 die von Hussiten zerstörte Pfarrkirche Hellmonsödt neu errichten und war 1460 Landeshauptmann von Oberösterreich.
- Bartholomäus I. von Starhemberg (1460–1531) und Magdalena von Losenstein (–1523). Bartholomäus wurde mit seinem Bruder Gregor 1486 in Aachen bei der Königskrönung von Maximilian I. zum Ritter geschlagen. Bartholomäus war ab 1507 Rat und Regent der Niederösterreichischen Lande. Nach dem Tod seiner Gemahlin erhielt er einen Trostbrief von Martin Luther.
- Erasmus I. von Starhemberg (1503–1560). Die Heirat mit Anna von Anna von Schaunberg machte Erasmus zum Haupterben der Schaunberger. Drei der elf Söhne bildeten die Hauptlinien der Starhemberger zu Peuerbach, Eferding und Riedegg.
- Paul Jakob I. von Starhemberg (1527–1560) und Paula von Ortenburg (–1560). Beide verstarben relativ jung. Ihr Grabstein ist der einzige aus weißem Marmor.
- Heinrich von Starhemberg (1540–1575), Sohn von Erasmus I. und Anna von Schaunberg. Heinrich war Herr zu Wildberg, Riedegg und Lobenstein, niederösterreichischer Regimentsrat, Kammerherr und Vizestatthalter.
- Hedwig von Starhemberg, geborene Rosenberg (1464–1520) war in dritter Ehe mit Gregor von Starhemberg (1464–1515) verheiratet, dem Herrn von Burg Pürnstein
- Gotthard von Starhemberg (1563–1628) kämpfte in Ungarn gegen die Türken und ließ während des Zweiten Oberösterreichischen Bauernaufstandes in einem Rachefeldzug grausam 27 Bauern auf Bäumen aufhängen. Im Herbst 1619 stand Gotthard an der Spitze protestantischer Truppen. Er wurde nach der Schlacht am Weißen Berg 1620 in Prag gefangen genommen und ins Linzer Schloss gebracht, wo er 1628 starb. Seine Grabplatte hat keine Inschrift.
- Reichardt von Starhemberg (1570–1613) studierte in Tübingen und Italien und vermählte sich 1592 mit Juliana von Rogendorf. Bei der Erbteilung von 1593 erhielt er die Mühlviertler Besitzungen Wildberg, Riedegg und Lobenstein. 1604 ließ er in Hellmonsödt neben dem Pfarrhof ein Armenspital für 14 bis 21 Bedürftige errichten. 1609 baute er Schloss Riedegg nach einem Brand neu auf.

### Gruft
Die älteste Familiengruft der Starhemberger befand sich im Stift Garsten (1261), diese Gruft wurde aber auch von den Herren von Losenstein benutzt. In der Folge ließen die Starhemberger fünf weitere Grüfte im Stift Sankt Florian, in der Kapuzinerkirche Linz, in der Pfarrkirche Eferding, bei der Pfarrkirche Wartberg ob der Aist und in Hellmonsödt erbauen.
In der Gruft unter der Starhemberg’schen Gruftkapelle befinden sich zehn Särge von Angehörigen des Geschlechtes:
- Gregor von Starhemberg (1566–1567), erstgeborener Sohn des Heinrich von Starhemberg, Bruder von Reichardt und Erasmus dem Älteren. Der Sarg, der die über 450 Jahre alte Kindermumie enthält, steht auf dem Sarg seines Neffen Erasmus des Jüngeren und wurde bei der Renovierung 1977 mit einem Glasdeckel versehen.[3]
- Reichardt von Starhemberg (1570–1613), an den auch eine Grabplatte in der darüberliegenden Gruftkapelle erinnert.
- Erasmus III. der Ältere von Starhemberg (1575–1648), verstorben in Regensburg.
- Juliana von Rogendorf (1579–1633), vermählte sich mit Reichardt im Jahr 1592.
- Heinrich Wilhelm von Starhemberg (1593–1675), Sohn von Juliane und Reichardt, studierte an der calvinistischen Universität Genf und bereiste als Jugendlicher Italien, Frankreich, England, Schottland, Irland, Holland und Deutschland. Er konvertierte zum katholischen Glauben und machte rasch Karriere in kaiserlichen Diensten unter Matthias, Ferdinand II., Ferdinand III. und Leopold I.
- Erasmus IV. der Jüngere von Starhemberg (1595–1664), Sohn von Juliane und Reichardt. Er studierte in Genf, Siena und Padua. Er war Calvinist und lebte in Wien. Vier seiner fünf Kinder mit Judith Sabina von Jörger starben im Kindesalter, Sohn Heinrich Helmhard starb bereits mit 22 Jahren.
- Susanne von Starhemberg (1615–1662) war eine Tochter von Leonhard Helfried von Meggau und die erste Gemahlin von Heinrich Wilhelm von Starhemberg.
- Magdalena von Starhemberg (1747/48–1824), Tochter des Johann Franz von Gudenus auf Harfenstein, heiratete Rudiger Joseph Johann von Starhemberg, der Rat der Intendanza, einer Seebehörde zu Triest, war.
- Maria von Sprinzenstein (1757/58–1825), verwitwete Gräfin von Starhemberg.
- Alois Erasmus von Starhemberg (1779–1791), Sohn von Maria von Sprinzenstein.

Im Jahr 1825 fand die letzte Bestattung in der Familiengruft statt.

### Beinhaus
Das Beinhaus unterhalb des Turmes wurde 1951 wiederentdeckt. Die Krypta enthält die Gebeine der bis 1784 Gestorbenen und ist das Gegenstück zur Gruft der Starhemberger.

### Äußeres
An der Außenseite der Kirche sind vier weitere Gedenkplatten angebracht:
- ein Epitaph der Elisabeth von Starhemberg († 1418), geborene Hohenberg zu Wolkersdorf und Raspach, 1397 vermählt mit Gundacker VII. von Starhemberg
- eine Gedenktafel des oben erwähnten Hanns IV. von Starhemberg (1412–1474)
- eine irrtümlich verkehrt eingemauerte Grabplatte der bereits erwähnten Hedwig von Rosenberg (1464–1520) mit der Wappenrose im Zentrum
- ein Grabplatte des oben erwähnten Heinrich Wilhelm von Starhemberg (1593–1675)

Der heute vor der Pfarrkirche stehende Pranger wurde 1983 hierher versetzt und ist mit der Jahreszahl 1566 bezeichnet.